# Фуггер фон Лилия
Фуггер фон Лилия (нем. Fugger von der Lilie) — младшая ветвь швабского предпринимательского рода Фуггеров, возникшая в XV в.

## История

### История семьи
В 1367 году ткач Ганс Фуггер эмигрировал из деревни Грабен в вольный имперский город Аугсбург, процветавший как рыночный и торговый центр. Уже в 1386 г. он стал мастером гильдии аугсбургских ткачей. Его сын Андреас Фуггер наладил контакты в Венеции и расширил бизнес по производству одежды, который он унаследовал от своих братьев, до оптового бизнеса. Он основал линию «Fugger vom Reh», а его брат Якоб Фуггер Старший, также обученный мастер-ткач, с 1454 года стал единоличным владельцем и расширил компанию до среднего предприятия по торговле хлопком и бархатом с Италией, покупая сырьё в Венеции и распределяя сырьё между не имевших финансов на его закупку мастерами в Аугсбурге.
Родившийся в 1459 г. Якоб Фуггер начал свою карьеру с ученичества по ювелирному делу и работы дилером в Фондако деи Тедески в Венеции. За несколько десятилетий он расширил компанию своего отца до общеевропейской компании с упором на горнодобывающий и банковский секторы. Семейная компания быстро росла после того, как братья Ульрих, Георг и Якоб Фуггеры начали банковское дело с Габсбургами и Курией, и в то же время сначала в горнодобывающей промышленности в Тироле, а с 1493 года — в добыче серебра и меди на территории ннешних Чехии и Словакии. С 1525 г. Фуггеры имели права на добычу ртути и киновари в руднике Альмаден (Испания). Компания временно занимала монопольное положение на европейском рынке меди. Медь из Верхней Венгрии (сегодняшняя Словакия) отправлялась через Антверпен в Лиссабон, а оттуда в Индию.
До Якоба Фуггера семейная компания была лишь одной из многих успешных южногерманских компаний того времени. В коллективной памяти остался быстрый рост компании Фуггеров под руководством Якоба Фуггера: за период с 1511 по 1527 гг. компания увеличила свой капитал с чуть менее 200 тыс. до более чем 1,8 млн гульденов (общая прибыль в 800 % или среднегодовая прибыль в 15 %).
Однако компания Фуггеров достигла пика не при Якобе Фуггере, а скорее при его племяннике Антоне Фуггере: в 1546 г. баланс семейной компании достиг наивысочайшего показхателя около 5 млн гульденов Торговые посты, как и почтовые отделения семьи Таксис, располагались в центрах торговли; Антон Фуггер и Иоганн Баптист фон Таксис были — согласно выражению Рихарда Эренберга — "главами целых кланов родственных капиталистов. Две католические и лояльные империи семьи с начала эпохи Нового времени были вовлечены в финансовые операции по всей Европе.
Антон Фуггер пытался ликвидировать торговую часть самое позднее с 1550 г. Однако ссуды императору Карлу V из-за Шмалькальденской войны и восстания князей, а также постоянно растущие кредитные требования со стороны испанской короны привели к увеличению долгов Габсбургов, которые привязали их погашение с получением новых кредитов. «Период международных финансовых кризисов» (Эренберг) начался с первого национального банкротства Испании, включая ещё её два национальных банкротства в 1575 и 1607 гг.. Но Антон Фуггер также систематически инвестировал в крупную собственность, даже больше, чем его дядя, создавая тем самым основу для сохранения богатства семьи.
Филиал компании Фуггеров был основан в Санто-Доминго, где им был передан контроль над перевозкой рабов, которых в 1536 г. было перевезено 4 тыс. Однако источники неточны, особенно в отношении числа рабов, поэтому их корректируют в сторону увеличения.
После смерти Антона Фуггера компанией стали управлять его племянник Ганс Якоб Фуггер и старший сын Антона Маркус. Но уже в 1564 году Гансу Якобу Фуггеру пришлось покинуть компанию из-за личной неплатежеспособности. Его братья обналичили свои доли в конце 1570-х годов. Маркус Фуггер продолжил бизнес прежней компанию уже под названием «Маркс Фуггер и Гебрюдер», выйдя в прибыль с начала 1560-х гг. Основное внимание уделялось добыче ртути и киновари в Кастилии и серебра в Тироле. Около 1600 года компания также активно участвовала в международной валютной и кредитной деятельности. В 1618 г. Максимилиан Фуггер основал компанию по экспорту фустиана в Испанию, пока испанцы не прекратили импорт текстиля из Швабии.
Филипп Эдуард и Октавиан Секунд Фуггер покинули компанию в 1580 году и основали вторую семейную компанию Фуггеров «Georg Fuggerische Erben» в 1586 г., занимавшуюся торговлей пряностями с Португалией и тесно сотрудничала с жителями Вельса. Эта компания также проводила кредитные операции.
В 1647 году Фуггеры прекратили аренду месторождений ртути и киновари в Испании. В 1646/47 году компания Фуггеров в последний раз появилась в реестре немецких купцов в Фондако деи Тедески в Венеции. В 1657 году граф Леопольд Фуггер вернул семейные акции тирольской горнодобывающей промышленности властям графства без какой-либо компенсации, в дальнейшем ничего не известно об участии компании в торговле.
Общие потери, которые Фуггерам пришлось понести из-за Габсбургов к середине XVII в. составили 8 млн гульденов, но в отличие от своего ключевого конкурента по Аугсбурге в лице Вельзеров, чья компания обанкротилась в 1603 г., Фуггеры остались на плаву и по словам историка экономики Ричарда Эренберга — несколько раз «влияли на ход мировой истории посредством своих финансовых операций».
Фуггеры потратили более 2,5 миллионов гульденов на поместья и приобретение собственной собственности. Хотя доходы от недвижимости были сравнительно низкими, земля была безопасной инвестицией и имела высокий социальный престиж. Однако во время Тридцатилетней войны, начиная с 1632 г., владения в Швабии были сильно опустошены, а несколько замков были разрушены шведскими войсками. Владения в Эльзасе были оккупированы французами.

### Обретение титулов графа и князя
После приобретения графства Кирхберг и владений Вайсенхорн, Вулленштеттен, Пфаффенхаузен и остатков бывшего графства Марштеттен в 1507 г. Якоб Фуггер, а за ним постепенно вся семья Фуггеров дослужилась до имперского дворянства или звания имперского графа. Поскольку некоторые графы и сеньоры Фуггер были напрямую связаны с империей, семья поднялась до статуса имперского сословия, оставив статус аугсбургского патрицианата, в который были фоомально приняты в 1538 году.
Графы Фуггер-Бабенхаузен стали имперскими князьями в 1803 г., графы Фуггер-Глётт были возведены в титул титулярных князей королевства Бавария в 1913 г., а Фуггер-Кирхберг остались в ранге графов (титул князя был доступен только главе соответствующей линии, а агнаты были графами или графинями). Кроме того, три члена дома Фуггеров фон Лилия были также имперскими князьями в качестве князей-епископов Констанца и Регенсбурга. Другие члены этой ветви занимали высокие государственные и церковные должности. Некоторые Фуггеры известны как меценаты, самые известные их творения — часовня Фуггеров в аугсбургской церкви Святой Анны и Фуггерай.
Семья владела многочисленными вотчинами и собственностью, особенно в Швабии, востоке Баден-Вюртемберга, Верхней и Нижней Баварии, Средней Франконии, Эльзасе, Тироле и в Нижней Австрии.
Три ветви Фуггер фон Лилия существуют и сегодня, мужская линия осталась лишь у Фуггер-Бабенхаузен. Члены этих линий представлены в Старшем совете семьи Фуггеров, который действует как наблюдательный орган для фондов княжества и графа Фуггеров.